# 東高砂町

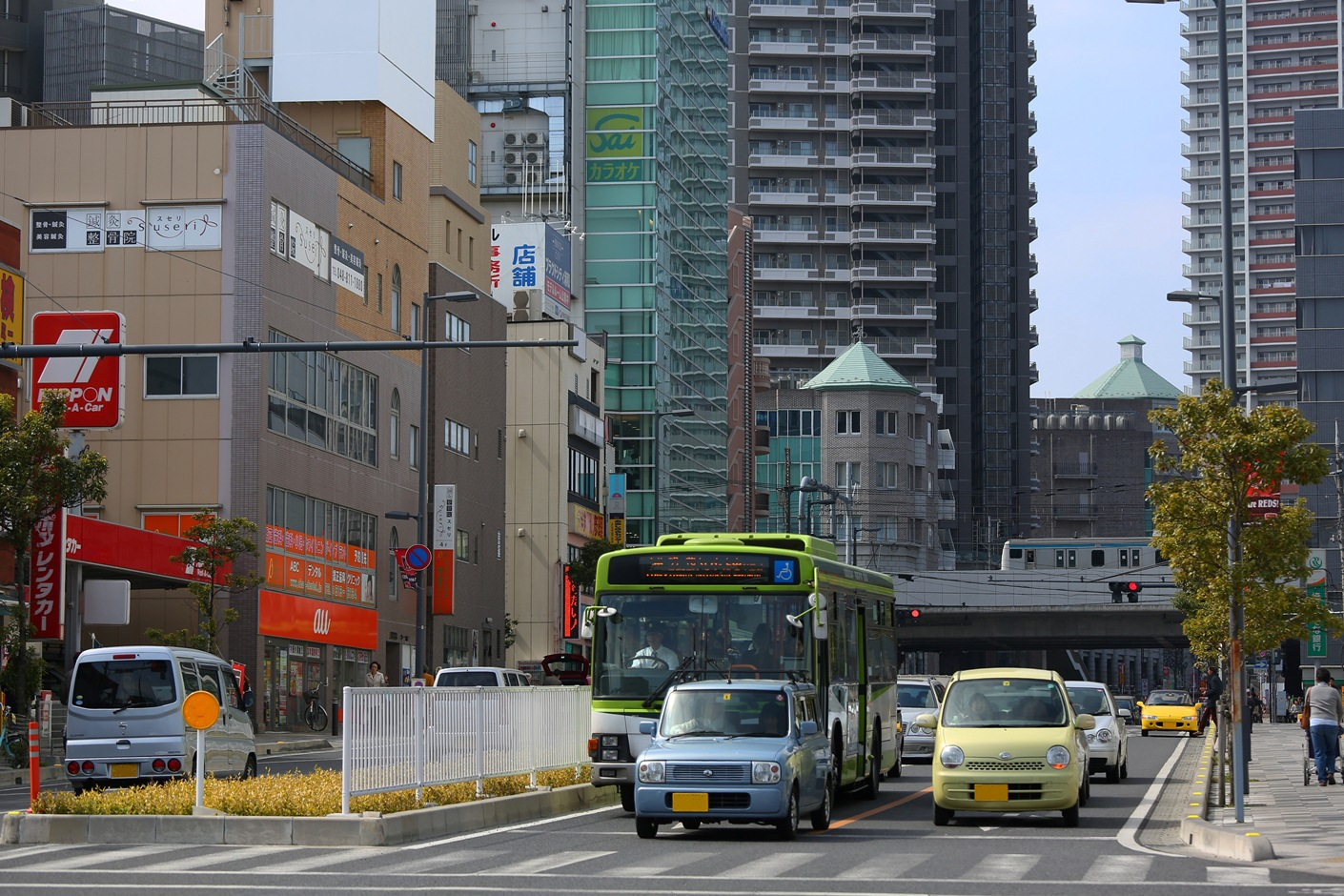
日の出通り

東高砂町（ひがしたかさごちょう）は、埼玉県さいたま市浦和区の町丁。現行行政地名は東高砂町のみで、丁目の設定はない。住居表示実施地区。郵便番号は330-0055。

## 地理
さいたま市浦和区の南部に位置する。東側で前地、南側で東岸町や岸町、西側で高砂、北側で東仲町や本太と隣接する。浦和駅東口の駅前広場があり、浦和パルコなどの買い物客で賑わうが、浦和パルコのすぐ裏は住宅街が形成されている。

## 歴史
- 1965年（昭和40年）7月1日 - 住居表示前の高砂町五丁目（高砂町の東北本線より東側）と、前地町三丁目の一部から住居表示を実施し、浦和市東高砂町が成立した[5][6]。
- 2001年（平成13年）5月1日 - 浦和市が与野市、大宮市と合併しさいたま市となり、さいたま市の町名となる。
- 2003年（平成15年）4月1日 - さいたま市が政令指定都市に移行し、さいたま市浦和区の町名となる。

## 世帯数と人口
2017年（平成29年）9月1日現在の世帯数と人口は以下の通りである。
| 町丁     | 世帯数  | 人口    |
| -------- | ------- | ------- |
| 東高砂町 | 942世帯 | 1,701人 |

## 小・中学校の学区
市立小・中学校に通う場合、学区（校区）は以下の通りとなる。
| 番地 | 小学校                 | 中学校               |
| ---- | ---------------------- | -------------------- |
| 全域 | さいたま市立高砂小学校 | さいたま市立岸中学校 |

## 交通
- JR東北本線浦和駅（ 宇都宮線、高崎線、 湘南新宿ライン、上野東京ライン、 京浜東北線）

### 道路
- 埼玉県道34号さいたま草加線（日の出通り）[8]
- 東通り

## 施設

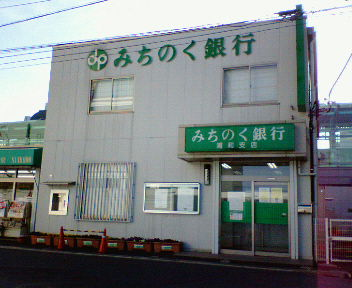
みちのく銀行浦和支店（2007年2月24日）

浦和駅東口敷地（東高砂町1-8）の東口入口付近にはみちのく銀行浦和支店があったが、2007年3月11日（最終営業日は同月9日）の統廃合により埼玉県から撤退、閉鎖した。同支店が使用していたプレハブ建物にはその後、浦和駅東口交番が入居していた。
- 浦和パルコ
  - さいたま市立中央図書館
- 浦和専門学校
- スターチャイルド浦和保育園
- 埼玉りそな銀行
- 埼玉縣信用金庫
- 浦和東高砂郵便局
- 川久保病院
- 大松院